# Сан-Фідель (Нью-Мексико)
Сан-Фідель (англ. San Fidel) — переписна місцевість (CDP) в США, в окрузі Сібола штату Нью-Мексико. Населення — 124 особи (2020).

## Географія
Сан-Фідель розташований за координатами 35°6′9″ пн. ш. 107°35′51″ зх. д. / 35.10250° пн. ш. 107.59750° зх. д. (35.102566, -107.597533).  За даними Бюро перепису населення США в 2010 році переписна місцевість мала площу 10,90 км², уся площа — суходіл.

## Демографія
Згідно з переписом 2010 року, у переписній місцевості мешкало 138 осіб у 54 домогосподарствах у складі 38 родин. Густота населення становила 13 особи/км².  Було 61 помешкання (6/км²).
Расовий склад населення:
| - 33,3 % — білих - 22,5 % — корінних американців - 36,2 % — осіб інших рас |

До двох чи більше рас належало 8,0 %. Частка іспаномовних становила 59,4 % від усіх жителів.
За віковим діапазоном населення розподілялося таким чином: 23,2 % — особи молодші 18 років, 60,1 % — особи у віці 18—64 років, 16,7 % — особи у віці 65 років та старші. Медіана віку мешканця становила 47,6 року. На 100 осіб жіночої статі у переписній місцевості припадало 115,6 чоловіків;  на 100 жінок у віці від 18 років та старших — 100,0 чоловіків також старших 18 років.
Медіана доходів становила 16 310 доларів для чоловіків та 16 250 доларів для жінок. За межею бідності перебувало 43,6 % осіб, у тому числі 100,0 % дітей у віці до 18 років та 0,0 % осіб у віці 65 років та старших.
Цивільне працевлаштоване населення становило 78 осіб. Основні галузі зайнятості: мистецтво, розваги та відпочинок — 39,7 %, роздрібна торгівля — 1,3 %, науковці, спеціалісти, менеджери — 1,3 %.